# اسکاگرسویک
اسکاگرسویک (به سوئدی: Skagersvik) یک منطقهٔ مسکونی در سوئد است که در بخش گولسپانگ واقع شده‌است. اسکاگرسویک ۰٫۵۷ کیلومتر مربع مساحت و ۲۵۰ نفر جمعیت دارد.